# Pentium 4
Intel Pentium 4 — одноядерный x86-совместимый микропроцессор компании Intel, представленный 20 ноября 2000 года, ставший первым микропроцессором, в основе которого лежала принципиально новая по сравнению с предшественниками архитектура седьмого поколения (по классификации Intel) — NetBurst. Помимо различных вариантов Pentium 4, к процессорам архитектуры NetBurst относятся двухъядерные процессоры Pentium D, а также некоторые процессоры Xeon, предназначенные для серверов. Кроме того, часть процессоров Celeron для систем нижнего ценового уровня представляет собой Pentium 4 с частично отключённым кэшем второго уровня.
Производство процессоров Pentium 4 было начато в 2000 году. С середины 2005 года началось их постепенное вытеснение в нижнюю ценовую категорию двухъядерными процессорами Pentium D. 27 июля 2006 года появились первые процессоры семейства Core 2 Duo, пришедшие на смену процессорам архитектуры NetBurst, а 8 августа 2007 года компания Intel объявила о запуске программы по снятию с производства всех процессоров архитектуры NetBurst.

## Общая информация

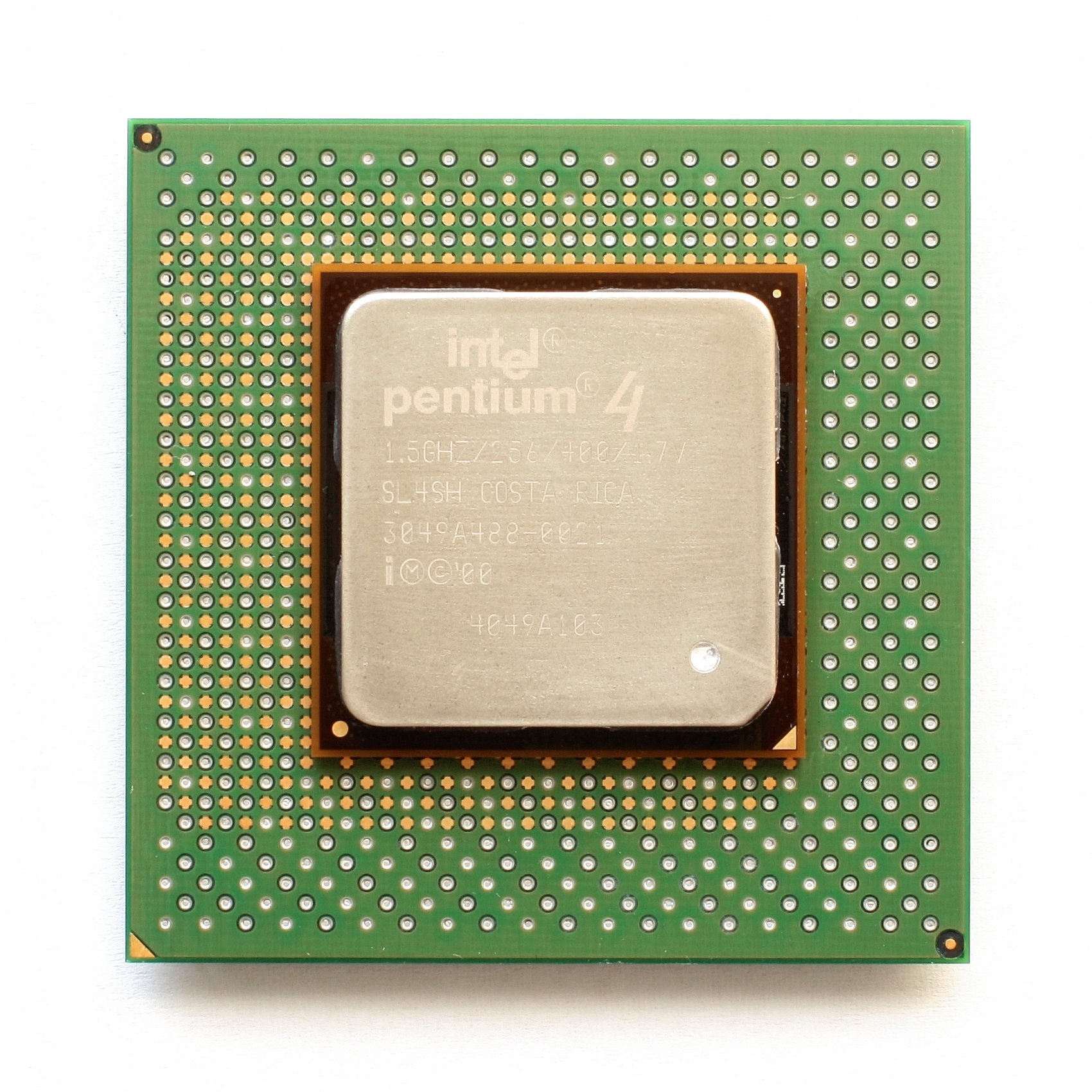
Pentium 4 (Socket 423)

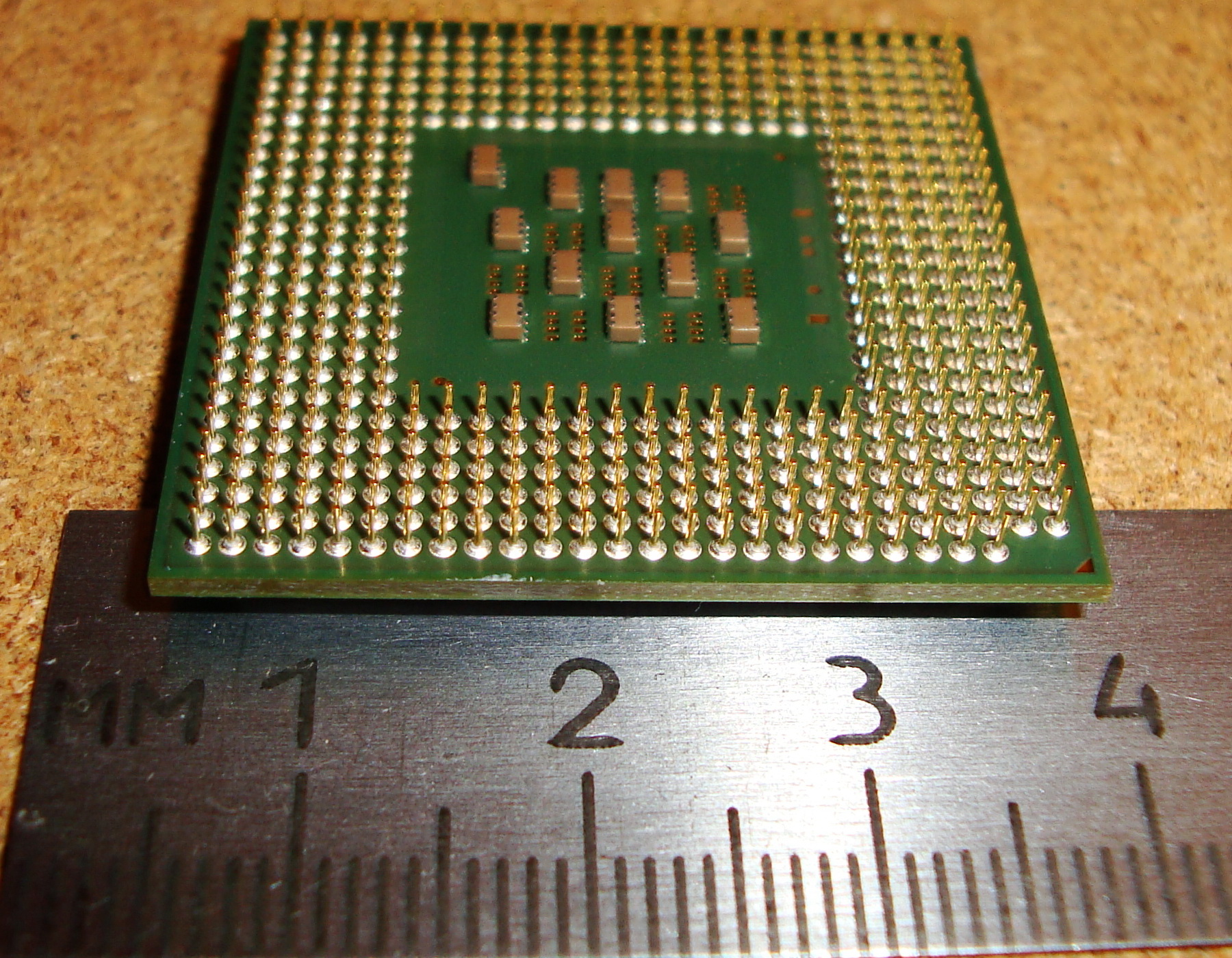
Pentium 4 (S-spec SL9PC) Socket 478

Процессоры Pentium 4 для настольных компьютеров и ноутбуков выпускались в трёх различных типах корпусов (Socket 423, Socket 478 и LGA 775).
Корпус ранних процессоров на ядре Willamette, выпускавшихся с конца 2000 по начало 2002 года и предназначенных для установки в разъём Socket 423, представлял собой подложку (англ. substrate) из органического материала с закрытой теплораспределительной крышкой (англ. integrated heat spreader) кристаллом, установленную на плату-переходник (англ. interposer) с 423 штырьковыми контактами (размеры корпуса — 53,3×53,3 мм). Между контактами на обратной стороне платы-переходника установлены SMD-элементы.
Поздние процессоры на ядре Willamette, процессоры Pentium 4 на ядре Northwood, часть процессоров Pentium 4 Extreme Edition на ядре Gallatin и ранние процессоры на ядре Prescott с 2001 по 2005 год выпускались в корпусе типа FC-mPGA2, представлявшем собой подложку из органического материала с закрытым теплораспределительной крышкой кристаллом с лицевой стороны и 478 штырьковыми контактами, а также SMD-элементами - с обратной (размеры корпуса — 35×35 мм).
Часть процессоров Pentium 4 Extreme Edition на ядре Gallatin, поздние процессоры на ядре Prescott, процессоры на ядрах Prescott-2M и Cedar Mill c весны 2004 по осень 2007 года выпускались в корпусе типа FC-LGA4, представлявшем собой подложку из органического материала с закрытым теплораспределительной крышкой кристаллом с лицевой стороны и 775 контактными площадками с обратной (размеры корпуса — 37,5×37,5 мм). Как и в двух предыдущих версиях конструкции, имеет внешние элементы (в SMD-корпусе), которые установлены на подложке корпуса процессора.
Часть мобильных процессоров на ядре Northwood выпускалась в корпусе типа FC-mPGA. Основным отличием этого типа корпуса от FC-mPGA2 является отсутствие теплораспределительной крышки.
Маркировка процессоров, имеющих теплораспределительную крышку, нанесена на её поверхность, а у остальных процессоров маркировка нанесена на две наклейки, расположенные на подложке с двух сторон от кристалла.

## Особенности архитектуры
Конвейер процессора на ядре Northwood
Конвейер состоит из 20 стадий:
- TC, NI (1, 2) — поиск микроопераций, на которые указывает последняя выполненная инструкция.
- TR, F (3, 4) — выборка микроопераций.
- D (5) — перемещение микроопераций.
- AR (6—8) — резервирование ресурсов процессора, переименование регистров.
- Q (9) — постановка микроопераций в очереди.
- S (10—12) — изменение порядка исполнения.
- D (13—14) — подготовка к исполнению, выборка операндов.
- R (15—16) — чтение операндов из регистрового файла.
- E (17) — исполнение.
- F (18) — вычисление флагов.
- BC, D (19, 20) — проверка корректности результата.

Архитектура NetBurst (рабочее наименование — P68), лежащая в основе процессоров Pentium 4, разрабатывалась компанией Intel, в первую очередь, с целью достижения высоких тактовых частот процессоров. NetBurst не является развитием архитектуры P6, использовавшейся в процессорах Pentium III, а представляет собой принципиально новую по сравнению с предшественниками архитектуру. Характерными особенностями архитектуры NetBurst являются гиперконвейеризация и применение кэша последовательностей микроопераций вместо традиционного кэша инструкций. АЛУ процессоров архитектуры NetBurst также имеет существенные отличия от АЛУ процессоров других архитектур.
Гиперконвейеризация (англ. Hyper Pipelining).
Процессоры Pentium 4 на ядрах Willamette и Northwood имеют конвейер глубиной 20 стадий, а процессоры на ядрах Prescott и Cedar Mill — 31 стадию (без учёта стадий декодирования инструкций: в связи с применением кэша последовательностей микроопераций, декодер вынесен за пределы конвейера). Это позволяет процессорам Pentium 4 достигать более высоких тактовых частот по сравнению с процессорами, имеющими более короткий конвейер при одинаковой технологии производства. Так, например, максимальная тактовая частота процессоров Pentium III на ядре Coppermine (180 нм технология) составляет 1333 МГц, а процессоры Pentium 4 на ядре Willamette способны работать на частоте, превышающей 2000 МГц.
Основными недостатками длинного конвейера являются уменьшение удельной производительности по сравнению с коротким конвейером (за один такт выполняется меньшее количество инструкций), а также серьёзные потери производительности при некорректном выполнении инструкций (например, при неверно предсказанном условном переходе или кэш-промахе).
Для минимизации влияния неверно предсказанных переходов в процессорах архитектуры NetBurst используются увеличенный по сравнению с предшественниками буфер предсказания ветвлений (англ. branch target buffer) и новый алгоритм предсказания ветвлений, что позволило достичь высокой точности предсказания (около 94 %) в процессорах на ядре Willamette. В последующих ядрах механизм предсказания ветвлений подвергался модернизациям, повышавшим точность предсказания.
Кэш последовательностей микроопераций (англ. Execution Trace Cache)
Процессоры архитектуры NetBurst, как и большинство современных x86-совместимых процессоров, являются CISC-процессорами с RISC-ядром: перед исполнением сложные инструкции x86 преобразуются в более простой набор внутренних инструкций (микроопераций), что позволяет повысить скорость обработки команд. Однако, вследствие того, что инструкции x86 имеют переменную длину и не имеют фиксированного формата, их декодирование связано с существенными временными затратами.
В связи с этим при разработке архитектуры NetBurst было принято решение отказаться от традиционной кэш-памяти инструкций первого уровня, хранящей команды x86, в пользу кэша последовательностей микроопераций, хранящего последовательности микроопераций в соответствии с предполагаемым порядком их исполнения. Такая организация кэш-памяти позволила также снизить временные затраты на выполнение условных переходов и на выборку инструкций.
АЛУ и механизм ускоренного выполнения целочисленных операций (англ. Rapid Execution Engine)
Так как основной целью разработки архитектуры NetBurst было повышение производительности за счёт достижения высоких тактовых частот, возникла необходимость увеличения темпа выполнения основных целочисленных операций. Для достижения этой цели АЛУ процессоров архитектуры NetBurst разделено на несколько блоков: «медленное АЛУ», способное выполнять большое количество целочисленных операций, и два «быстрых АЛУ», выполняющих только простейшие целочисленные операции (например, сложение). Выполнение операций на «быстрых АЛУ» происходит последовательно в три этапа: сначала вычисляются младшие разряды результата, затем — старшие, после чего могут быть получены флаги.
«Быстрые АЛУ», обслуживающие их планировщики, а также регистровый файл синхронизируются по половине такта процессора, таким образом, эффективная частота их работы вдвое превышает частоту ядра. Эти блоки образуют механизм ускоренного выполнения целочисленных операций.
В процессорах на ядрах Willamette и Northwood «быстрые АЛУ» способны выполнять лишь те операции, которые обрабатывают операнды в направлении от младших разрядов к старшим. При этом результат вычисления младших разрядов может быть получен через половину такта. Таким образом, эффективная задержка составляет половину такта. В процессорах на ядрах Willamette и Northwood отсутствуют блоки целочисленного умножения и сдвига, а данные операции выполняются другими блоками (в частности, блоком инструкций MMX).
В процессорах на ядрах Prescott и Cedar Mill присутствует блок целочисленного умножения, а «быстрые АЛУ» способны выполнять операции сдвига. Эффективная задержка операций, исполняемых «быстрыми АЛУ», возросла по сравнению с процессорами на ядре Northwood и составляет один такт.
Система повторного исполнения микроопераций (англ. Replay System)
Основной задачей планировщиков микроопераций является определение готовности микроопераций к исполнению и передача их на конвейер. Вследствие большого числа стадий конвейера планировщики вынуждены отправлять микрооперации на исполнительные блоки до того, как завершится выполнение предыдущих микроопераций. Это обеспечивает оптимальную загрузку исполнительных блоков процессора и позволяет избежать потери производительности в том случае, если данные, необходимые для выполнения микрооперации, находятся в кэш-памяти первого уровня, регистровом файле или могут быть переданы, минуя регистровый файл.
При определении готовности новых микроопераций к передаче на исполнительные блоки планировщику необходимо определить время выполнения тех предыдущих микроопераций, результатом которых являются данные, необходимые для выполнения новых микроопераций. В том случае, если время выполнения заранее не определено, планировщик для его определения использует наименьшее время её выполнения.
Если оценка времени, необходимого для получения данных, оказалась верной, микрооперация выполняется успешно. В том случае, если данные не были получены вовремя, проверка корректности результата заканчивается неудачей. При этом микрооперация, результат выполнения которой оказался некорректен, ставится в специальную очередь (англ. replay queue), а затем вновь направляется планировщиком на исполнение.
Несмотря на то, что повторное исполнение микроопераций приводит к значительным потерям производительности, применение данного механизма позволяет в случае ошибочного исполнения микроопераций избежать остановки и сброса конвейера, который приводил бы к более серьёзным потерям.

## Модели
Процессор с кодовым именем Willamette впервые появился в официальных планах компании Intel в октябре 1998 года, хотя его разработка и началась вскоре после завершения работ над процессором Pentium Pro, вышедшим в конце 1995 года, а название «Willamette» упоминалось в анонсах 1996 года. Необходимость в проектировании нового процессора архитектуры IA-32 появилась в связи со сложностями, возникшими при разработке 64-битного процессора Merced, которому в соответствии с планами компании Intel была отведена роль преемника процессоров архитектуры P6: разработка, осуществлявшаяся с 1994 года, сильно затянулась, а производительность Merced при выполнении инструкций x86 оказалась неудовлетворительной по сравнению с процессорами, для замены которых он предназначался.
Предполагалось, что Willamette выйдет во второй половине 1998 года, однако, в результате многочисленных задержек анонс был перенесён на конец 2000 года. В феврале 2000 года на форуме разработчиков Intel (IDF Spring 2000) был продемонстрирован компьютер, основой которого служил инженерный образец процессора Willamette, получившего наименование «Pentium 4», работающий на частоте 1,5 ГГц.
Первые серийные процессоры Pentium 4 на ядре Willamette, анонсированные 20 ноября 2000 года, производились по 180-нм технологии. Дальнейшим развитием семейства Pentium 4 стали процессоры на ядре Northwood, производившиеся по 130-нм технологии. 2 февраля 2004 года были представлены первые процессоры на ядре Prescott (90 нм), а последним ядром, использовавшимся в процессорах Pentium 4, стало ядро Cedar Mill (65 нм). На базе ядер Northwood и Prescott выпускались также мобильные процессоры Pentium 4 и Pentium 4-M, представлявшие собой Pentium 4 с пониженным энергопотреблением. На базе всех ядер, перечисленных выше, выпускались также процессоры Celeron, предназначенные для бюджетных компьютеров, представлявшие собой Pentium 4 с уменьшенным объёмом кэш-памяти второго уровня и пониженной частотой системной шины.
Ниже представлены даты анонса различных моделей процессоров Pentium 4, а также их цена на момент анонса.
| Тактовая частота, ГГц | 1,4       | 1,5       | 1,3       | 1,7       | 1,6       | 1,8       | 1,9        | 2          |
| Анонсирован           | 20 ноября | 20 ноября | 3 января  | 23 апреля | 2 июля    | 2 июля    | 27 августа | 27 августа |
| Анонсирован           | 2000 года | 2000 года | 2001 года | 2001 года | 2001 года | 2001 года | 2001 года  | 2001 года  |
| Цена, $               | 644       | 819       | 409       | 352       | 294       | 562       | 375        | 562        |

| Тактовая частота, ГГц | 2,2       | 2,4       | 2,266     | 2,533     | 2,5        | 2,6        | 2,666      | 2,8        | 3,066     | 3         | 3,20      | 3,4       | 3,6        | 3,8       |
| Анонсирован           | 7 января  | 2 апреля  | 6 мая     | 6 мая     | 26 августа | 26 августа | 26 августа | 26 августа | 14 ноября | 14 апреля | 23 июня   | 2 февраля | 21 февраля | 26 мая    |
| Анонсирован           | 2002 года | 2002 года | 2002 года | 2002 года | 2002 года  | 2002 года  | 2002 года  | 2002 года  | 2002 года | 2003 года | 2003 года | 2004 года | 2005 года  | 2005 года |
| Цена, $               | 562       | 562       | 423       | 637       | 243        | 401        | 401        | 508        | 637       | 415       | 637       | 417       | 605        | 851       |

| Тактовая частота, ГГц | 3,2                | 3,4                 | 3,466              | 3,733                |
| Анонсирован           | 3 ноября 2003 года | 2 февраля 2004 года | 1 ноября 2004 года | 21 февраля 2005 года |
| Цена, $               | 999                | 999                 | 999                | 999                  |

| Процессор             | Pentium 4-M | Pentium 4-M | Pentium 4-M | Pentium 4-M | Pentium 4-M | Pentium 4-M | Pentium 4-M | Pentium 4-M | Pentium 4-M | Pentium 4-M | Pentium 4-M | Mobile Pentium 4 | Mobile Pentium 4 | Mobile Pentium 4 | Mobile Pentium 4 | Mobile Pentium 4 | Mobile Pentium 4 |
| Тактовая частота, ГГц | 1,6         | 1,7         | 1,4         | 1,5         | 1,8         | 1,9         | 2           | 2,2         | 2,4         | 2,5         | 2,6         | 2,4              | 2,666            | 2,8              | 3,066            | 3,2              | 3,333            |
| Анонсирован           | 4 марта     | 4 марта     | 23 апреля   | 23 апреля   | 23 апреля   | 24 июня     | 24 июня     | 16 сентября | 14 января   | 16 апреля   | 11 июня     | 11 июня          | 11 июня          | 11 июня          | 11 июня          | 23 сентября      | 28 сентября      |
| Анонсирован           | 2002 года   | 2002 года   | 2002 года   | 2002 года   | 2002 года   | 2002 года   | 2002 года   | 2002 года   | 2003 года   | 2003 года   | 2003 года   | 2003 года        | 2003 года        | 2003 года        | 2003 года        | 2003 года        | 2004 года        |
| Цена, $               | 392         | 496         | 198         | 268         | 637         | 431         | 637         | 562         | 562         | 562         | 562         | 185              | 220              | 275              | 417              | 653              | 262              |

### Pentium 4

#### Willamette

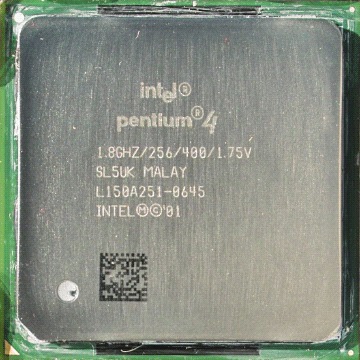
Pentium 4 1800 на ядре Willamette (FC-mPGA2)

20 ноября 2000 года компанией Intel были анонсированы первые процессоры Pentium 4. В их основе лежало принципиально отличающееся от предшественников ядро — Willamette. Процессоры Pentium 4 использовали новую системную шину, позволявшую передавать данные с частотой, превышавшей базовую в четыре раза (англ. quad pumped bus). Таким образом, эффективная частота системной шины первых процессоров Pentium 4 составляла 400 МГц (физическая частота — 100 МГц).
Процессоры на ядре Willamette имели кэш данных первого уровня объёмом 8 Кбайт, кэш последовательностей микроопераций объёмом около 12 000 микроопераций, а также кэш-память второго уровня объёмом 256 Кбайт. При этом процессор содержал 42 млн транзисторов, а площадь кристалла составляла 217 мм², что объяснялось устаревшей технологией производства — 180 нм КМОП с алюминиевыми соединениями. До осени 2001 года процессоры на ядре Willamette выпускались в корпусе типа FCPGA (в случае с Pentium 4 этот корпус представлял собой микросхему в корпусе OLGA, установленную на переходник PGA) и предназначались для установки в системные платы с разъёмом Socket 423.
Ещё до выхода первых Pentium 4 предполагалось, что и процессоры на ядре Willamette и разъём Socket 423 будут присутствовать на рынке лишь до середины 2001 года, после чего будут заменены на процессоры на ядре Northwood и разъём Socket 478. Однако, в связи с проблемами при внедрении 130-нм технологии, лучшим по сравнению с ожидавшимся процентом выхода годных кристаллов процессоров на ядре Willamette, а также необходимостью продажи уже выпущенных процессоров анонс процессоров на ядре Northwood был отложен до 2002 года, а 27 августа 2001 года были представлены процессоры Pentium 4 в корпусе типа FC-mPGA2 (Socket 478), в основе которых по-прежнему лежало ядро Willamette.
Процессоры Pentium 4 на ядре Willamette работали на тактовой частоте 1,3—2 ГГц с частотой системной шины 400 МГц, напряжение ядра составляло 1,7—1,75 В в зависимости от модели, а максимальное тепловыделение — 100 Вт на частоте 2 ГГц.

#### Northwood

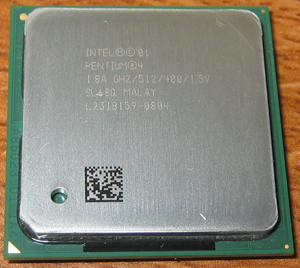
Intel Pentium 4 1800 на ядре Northwood

7 января 2002 года компанией Intel были анонсированы процессоры Pentium 4 на новом ядре Northwood, представлявшем собой ядро Willamette с увеличенным до ½ Мбайт объёмом кэш-памяти второго уровня. Процессоры на ядре Northwood содержали 55 млн транзисторов и производились по новой 130-нм КМОП-технологии с медными соединениями. За счёт использования новой технологии производства удалось значительно сократить площадь кристалла: кристалл процессоров на ядре Northwood ревизии B0 имел площадь 146 мм², а в последующих ревизиях площадь кристалла уменьшилась до 131 мм².
Тактовая частота процессоров Pentium 4 на ядре Northwood составляла 1,6—3,4 ГГц, частота системной шины — 400, 533 или 800 МГц в зависимости от модели. Все процессоры на ядре Northwood выпускались в корпусе типа FC-mPGA2 и предназначались для установки в системные платы с разъёмом Socket 478, напряжение ядра этих процессоров составляло 1,475—1,55 В в зависимости от модели, а максимальное тепловыделение — 134 Вт на частоте 3,4 ГГц.
14 ноября 2002 года был представлен процессор Pentium 4 3066 МГц, поддерживающий технологию виртуальной многоядерности — Hyper-threading. Этот процессор оказался единственным процессором на ядре Northwood с частотой системной шины 533 МГц, обладавшим поддержкой технологии Hyper-threading. В дальнейшем эту технологию поддерживали все процессоры с частотой системной шины 800 МГц (2,4—3,4 ГГц).
Характерной особенностью процессоров Pentium 4 на ядре Northwood была невозможность продолжительной работы при повышенном напряжении ядра (повышение напряжения ядра при разгоне является распространённым приёмом, позволяющим повысить стабильность работы на повышенных частотах). Повышение напряжения ядра до 1,7 В приводило к быстрому выходу процессора из строя, несмотря на то, что температура кристалла при этом оставалась невысокой. Это явление, названное «синдромом внезапной смерти Northwood» (англ. sudden Northwood death syndrome), серьёзно ограничивало разгон Pentium 4 на ядре Northwood.

#### Prescott

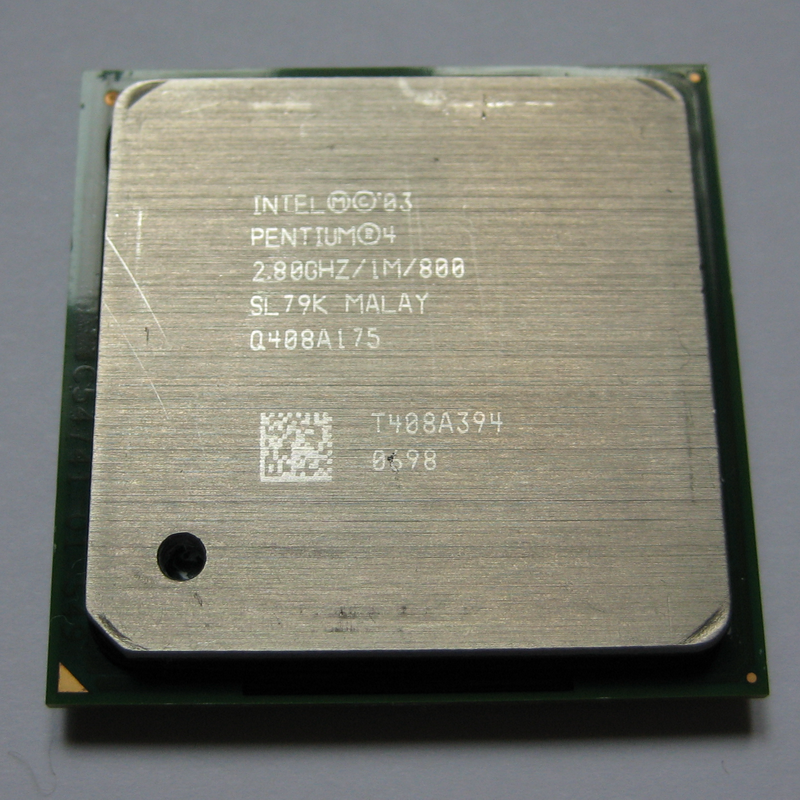
Pentium 4 2800E на ядре Prescott (Socket 478)

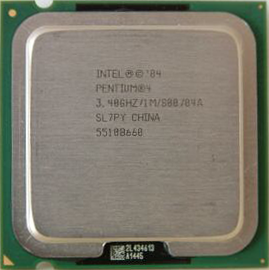
Pentium 4 3400 на ядре Prescott (LGA 775)

2 февраля 2004 года компанией Intel были анонсированы первые процессоры Pentium 4 на ядре Prescott. Впервые с момента своего появления архитектура NetBurst претерпела значительные изменения.
Основным отличием ядра Prescott от предшественников являлся удлинённый с 20 до 31 стадии конвейер. Это позволило увеличить частотный потенциал процессоров Pentium 4, однако могло приводить к более серьёзным потерям производительности при ошибке предсказания переходов. В связи с этим ядро Prescott получило усовершенствованный блок предсказания переходов, позволивший значительно сократить количество ошибок предсказания. Кроме того, было модернизировано АЛУ, в частности, был добавлен блок целочисленного умножения, отсутствовавший в процессорах на ядрах Willamette и Northwood. Кэш данных первого уровня был увеличен с 8 до 16 Кбайт, а кэш второго уровня — с 512 Кбайт до 1 Мбайт. У Celeron D на ядре Prescott кэш составлял 256 Кбайт и частота шины только 533 МГц. По тестам производительности Celeron D 3,06 ГГц — примерно на уровне Pentium 4 2,5 ГГц на ядре Prescott на шине 533 МГц.
Тактовая частота процессоров Pentium 4 на ядре Prescott составляла 2,4—3,8 ГГц, частота системной шины — 533 или 800 МГц в зависимости от модели. При этом в настольных процессорах с тактовой частотой ниже 2,8 ГГц была отключена поддержка технологии Hyper-threading. Изначально процессоры на ядре Prescott выпускались в корпусе типа FC-mPGA2 (Socket 478), а затем — в корпусе типа FC-LGA4 (LGA775). Процессоры содержали 125 млн транзисторов, производились по 90-нм технологии КМОП с использованием напряжённого кремния, площадь кристалла составляла 112 мм², напряжение ядра — 1,4—1,425 В в зависимости от модели.
У процессоров на ядре Prescott для разъёма Socket 478 было изменено назначение некоторых выводов и отсутствие поддержки биосом, что сделало невозможным их запуск на старых материнских платах, рассчитанных на процессоры Willamette и Northwood. Но часть процессоров СелеронД осталась совместима по микрокоду со старыми чипсетами, например 2,8 ГГц SL7NW, требующий изоляции только одного контакта, и соединении трёх ножек в одну цепь.  Тем не менее, существует кустарный способ доработки, позволяющий установить процессор на такую плату  .
Несмотря на то, что процессоры на ядре Prescott производились по новой 90-нм технологии, добиться снижения тепловыделения не удалось: так, например, Pentium 4 3000 на ядре Northwood имел типичное тепловыделение 81,9 Вт, а Pentium 4 3000E на ядре Prescott в корпусе типа FC-mPGA2 — 89 Вт. Максимальное тепловыделение процессоров Pentium 4 на ядре Prescott составляло 151,13 Вт на частоте 3,8 ГГц.
Процессоры Pentium 4 на ядре Prescott получили поддержку нового дополнительного набора команд — SSE3, а также поддержку технологии EM64T (в ранних процессорах поддержка 64-битных расширений была отключена). Кроме того, была оптимизирована технология Hyper-threading (в частности, в набор SSE3 вошли инструкции, предназначенные для синхронизации потоков).
В результате изменений, внесённых в архитектуру NetBurst, производительность процессоров на ядре Prescott изменилась по сравнению с процессорами на ядре Northwood, имеющими равную частоту, следующим образом: в однопоточных приложениях, использующих инструкции x87, MMX, SSE и SSE2, процессоры на ядре Prescott оказывались медленнее, чем предшественники, а в приложениях, использующих многопоточность или чувствительных к объёму кэш-памяти второго уровня, опережали их.

#### Prescott 2M
20 февраля 2005 года компанией Intel были представлены процессоры Pentium 4 на модернизированном ядре Prescott. Это ядро отличалось от предшественника лишь увеличенным до 2 Мбайт объёмом кэш-памяти второго уровня, поэтому получило наименование Prescott 2M. Количество транзисторов в процессорах на новом ядре увеличилось до 169 млн, площадь кристалла — до 135 мм², а напряжение ядра не изменилось по сравнению с процессорами на ядре Prescott.
Все процессоры на ядре Prescott 2M выпускались в корпусе типа FC-LGA4, имели частоту системной шины 800 МГц, поддерживали технологии Hyper-threading и EM64T. Тактовая частота процессоров Pentium 4 на ядре Prescott 2M составляла 3—3,8 ГГц.

#### Cedar Mill

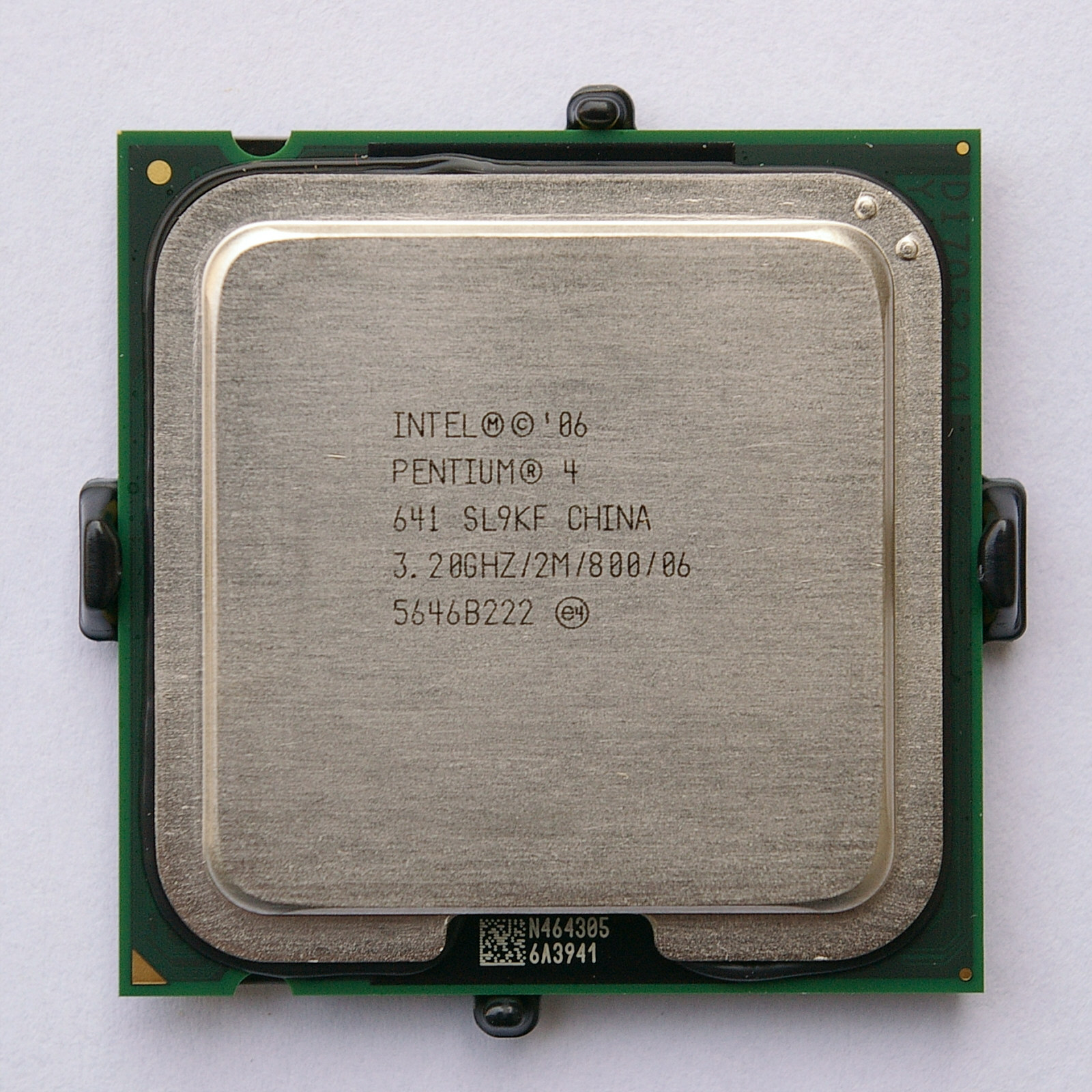
Pentium 4 641 на ядре Cedar Mill

16 января 2006 года компанией Intel были представлены процессоры на ядре Cedar Mill. Cedar Mill стало последним ядром, использовавшимся в процессорах Pentium 4. Оно представляло собой ядро Prescott 2M, выпускаемое по новому техпроцессу — 65 нм. Применение 65 нм технологии позволило уменьшить площадь кристалла до 81 мм².
Существовало четыре модели процессоров Pentium 4 на ядре Cedar Mill: 631 (3 ГГц), 641 (3,2 ГГц), 651 (3,4 ГГц), 661 (3,6 ГГц). Все они работали с частотой системной шины 800 МГц, предназначались для установки в системные платы с разъёмом LGA775, поддерживали технологию Hyper-Threading, EM64T, XD-bit, а в последних ревизиях C1/D0 обзавелись ещё и энергосберегающими EIST, С1Е и технологией защиты от перегрева ТМ2. Однако, на более старых материнских платах, без поддержки микросхемой питания ЦП новых силовых режимов и пониженных напряжений, компьютер попросту не запустится. Напряжение питания этих процессоров было в пределах 1,2—1,3375 В, параметр TDP составлял 86 Вт для процессоров степпингов B1 и C1, в ревизии D0 этот показатель удалось уменьшить до 65 Вт.
Ядро Cedar Mill также лежало в основе двухъядерных процессоров Pentium D на ядре Presler, которые имели не один монолитный кристалл, а два кристалла, аналогичных тем, которые использовались в процессорах Pentium 4, расположенных на подложке и закрытых теплораспределительной крышкой.
Процессоры Pentium 4 на ядре Cedar Mill выпускались до 8 августа 2007 года, когда компания Intel объявила о снятии с производства всех процессоров архитектуры NetBurst.

#### Отменённые процессоры
Предполагалось, что в конце 2004 — начале 2005 годов на смену ядру Prescott в настольных процессорах Pentium 4 придёт новое ядро Tejas. Процессоры на ядре Tejas должны были выпускаться по 90-нм технологии, работать на частоте от 4,4 ГГц с частотой системной шины 1066 МГц, иметь увеличенный до 24 Кбайт кэш первого уровня и улучшенную поддержку технологии Hyper-threading. В конце 2005 года процессоры на ядре Tejas должны были быть переведены на 65-нм технологию производства и достичь частоты 9,2 ГГц. В перспективе тактовая частота процессоров архитектуры NetBurst должна была превысить отметку в 10 ГГц, однако сроки анонса Tejas постоянно переносились, процессоры на ядре Prescott не смогли достичь частоты 4 ГГц из-за проблем с тепловыделением, в связи с чем в начале 2004 года появилась информация об отмене выпуска процессоров на ядре Tejas, а 7 мая 2004 года компания Intel официально объявила о прекращении работы как над ядром Tejas, так и над перспективными разработками, основанными на архитектуре NetBurst.

### Pentium 4 Extreme Edition
Первые процессоры Pentium 4 Extreme Edition (Pentium 4 «EE» или «XE»), предназначенные для энтузиастов, были представлены компанией Intel 3 ноября 2003 года. В их основе лежало ядро Gallatin, использовавшееся в серверных процессорах Xeon и представлявшее собой ядро Northwood ревизии M0 с кэш-памятью третьего уровня объёмом 2 Мбайт. Площадь кристалла таких процессоров составляла 237 мм².
Процессоры Pentium 4 EE на ядре Gallatin работали на частоте 3,2—3,466 ГГц, имели частоту системной шины 1066 МГц для модели, работающей на 3,466 ГГц, и 800 МГц для остальных моделей (3,2 и 3,4 ГГц). Напряжение ядра составляло 1,4—1,55 В, а максимальное тепловыделение — 125,59 Вт на частоте 3,466 ГГц. Изначально процессоры Pentium 4 EE на ядре Gallatin выпускались в корпусе типа FC-mPGA2 (Socket 478), а затем — в корпусе типа FC-LGA4 (LGA775).
21 февраля 2005 года компанией Intel был представлен процессор Pentium 4 EE на ядре Prescott 2M. Он выпускался в корпусе типа FC-LGA4, предназначался для установки в системные платы с разъёмом LGA775 и работал на частоте 3,733 ГГц. Частота системной шины составляла 1066 МГц, напряжение питания — 1,4 В, максимальное тепловыделение — 148,16 Вт.
Дальнейшим развитием семейства Extreme Edition стали двухъядерные процессоры Pentium XE.

### Pentium 4-M и Mobile Pentium 4
Мобильные процессоры Pentium 4-M представляли собой Pentium 4 на ядре Northwood, имеющие пониженное напряжение питания и тепловыделение, а также поддерживающие энергосберегающую технологию Intel SpeedStep. Максимально допустимая температура корпуса была повышена по сравнению с процессорами для настольных компьютеров и составляла 100 °C (у настольных процессоров на ядре Northwood — от 68 до 75 °C), что было связано с условиями работы в ноутбуке (небольшое воздушное пространство и размеры радиатора, менее сильный воздушный поток).
Все процессоры Pentium 4-M работали с частотой системной шины 400 МГц. Напряжение ядра процессоров Pentium 4-M составляло 1,3 В, максимальное тепловыделение — 48,78 Вт на частоте 2,666 ГГц, типичное — 35 Вт, в режиме пониженного энергопотребления — 13,69 Вт. Процессоры Pentium 4-M работали на частотах от 1,4 до 2,666 ГГц.
Процессоры Mobile Pentium 4 представляли собой Pentium 4 на ядрах Northwood или Prescott и работали на более высоких по сравнению с Pentium 4-M тактовых частотах — от 2,4 до 3,466 ГГц. Некоторые процессоры Mobile Pentium 4 поддерживали технологию Hyper-threading.
Все процессоры Mobile Pentium 4 работали с частотой системной шины 533 МГц. Напряжение ядра составляло 1,325—1,55 В, максимальное тепловыделение — 112 Вт на частоте 3,466 ГГц, типичное — от 59,8 до 88 Вт, в режиме пониженного энергопотребления — от 34,06 до 53,68 Вт.

## Положение на рынке
Процессор Pentium 4 являлся флагманским процессором компании Intel для настольных компьютеров с момента выхода в ноябре 2000 года и до появления на рынке двухъядерных процессоров Pentium D в мае 2005 года. В момент своего выхода процессоры Pentium 4 занимали верхнюю ценовую нишу, а после выхода процессоров Pentium D — среднюю. Pentium 4 продвигался компанией Intel не как универсальный процессор, а как мощный мультимедийный процессор, позволяющий получить максимальную производительность в существующих играх, звуковых и видеоредакторах, а также при работе в сети Internet.
Процессоры Pentium 4 Extreme Edition являлись «имиджевыми» процессорами, а оптовая цена на эти процессоры в момент анонса всегда составляла 999 $.
Несмотря на то, что в течение года после анонса Pentium 4 основу продаж компании Intel по-прежнему составляли процессоры Pentium III (это было связано с крайне высокой стоимостью систем на базе Pentium 4 в сочетании с памятью типа RDRAM, альтернативы которой не было до выхода набора микросхем Intel 845 осенью 2001 года), впоследствии благодаря агрессивной рекламной и маркетинговой политике компании Intel (в том числе, предоставление скидок производителям компьютеров и торговым сетям за использование и продажу исключительно продукции Intel, а также выплаты за отказ от использования продукции конкурентов) в сочетании с неудачной маркетинговой политикой основного конкурента — компании AMD, процессоры Pentium 4 стали популярны среди пользователей. Этому также способствовала более высокая тактовая частота процессоров Pentium 4 (в частности, из-за высокой тактовой частоты процессоров конкурента, а также популярности «мифа о мегагерцах» компания AMD была вынуждена ввести рейтинг производительности процессоров Athlon XP, нередко вводивший неопытных пользователей в заблуждение). Тем не менее, компании AMD удалось серьёзно потеснить Intel на рынке микропроцессоров благодаря удачным продуктам — ранним Athlon XP и Athlon 64, превосходившим процессоры Pentium 4 в производительности и имеющим меньшую стоимость. Так, с 2000 по 2001 год компании AMD удалось увеличить свою долю на рынке процессоров архитектуры x86 с 18 % до 22 % (доля Intel при этом сократилась с 82,2 % до 78,7 %), а после решения проблем, возникших у AMD в 2002 году, когда её доля на рынке сократилась до 14 %, с 2003 по 2006 — до 26 % (доля Intel — около 73 %).

## Сравнение с конкурентами
Параллельно с процессорами семейства Pentium 4 существовали следующие x86-процессоры:
- Intel Pentium III-S (Tualatin). Предназначались для рабочих станций и серверов. Несмотря на меньшую тактовую частоту, по производительности превосходили процессоры Pentium 4 на ядре Willamette в большинстве задач. Кроме того, в отличие от Pentium 4, процессоры Pentium III-S могли работать в двухпроцессорной конфигурации. Также компанией Intel выпускались процессоры Pentium III на ядре Tualatin, отличавшиеся от Pentium III-S меньшим объёмом кэш-памяти второго уровня. Оба этих процессора не получили широкого распространения: они были представлены позже, чем Pentium 4, являвшиеся в то время флагманскими процессорами компании Intel, и стоили значительно дороже, чем Pentium 4, имеющие сравнимую производительность[47].
- Intel Celeron (Tualatin). Представляли собой Pentium III с уменьшенным размером кэш-памяти второго уровня (256 Кбайт против 512 Кбайт у Pentium III) и уменьшенной частотой системной шины, предназначались для недорогих систем и в целом уступали процессорам Pentium 4 за счёт меньшей тактовой частоты (старшая модель Celeron работала на частоте 1,4 ГГц, в то время, как младшая модель Pentium 4 — на 1,3 ГГц) и небольшой пропускной способности памяти (в системах на процессорах Celeron обычно использовалась память PC133 SDRAM, а процессоры Pentium 4 чаще всего работали с памятью типа RDRAM или DDR SDRAM) и системной шины (100 МГц против 400 МГц)[48]. Производительность разогнанных Celeron была сравнима с производительностью равночастотных Pentium 4 при более низкой цене[49].
- Intel Celeron (Willamette-128 и Northwood-128), Celeron D (Prescott-256 и Cedar Mill-512). Представляли собой Pentium 4 с уменьшенными частотой системной шины и размером кэш-памяти второго уровня, предназначались для недорогих систем и всегда уступали процессорам Pentium 4. В некоторых задачах Celeron на ядре Willamette-128 уступали также и предшественникам (Celeron на ядре Tualatin) со значительно более низкими частотами[48].
- Intel Pentium M и Celeron M. Являлись дальнейшим развитием процессоров Pentium III. Предназначались для мобильных компьютеров, обладали низким энергопотреблением и тепловыделением. Pentium M опережал как большинство мобильных Pentium 4 M, так и некоторые настольные процессоры Pentium 4, обладая при этом значительно меньшими тактовой частотой и тепловыделением[50][51]. Процессор Celeron M имел близкую к Pentium M производительность, незначительно отставая от него.
- Intel Pentium D (Presler, Smithfield). Двухъядерные процессоры, представлявшие собой два ядра Prescott (процессоры на ядре Smithfield) или Cedar Mill (Presler), находящиеся либо на одном кристалле (Smithfield), либо в одном корпусе (Presler). Опережали равночастотные Pentium 4 в большинстве задач. Однако процессоры Pentium 4 имели большую тактовую частоту, чем Pentium D (старшая модель Pentium D на ядре Smithfield работала на частоте 3,2 ГГц, а старшая модель Pentium 4 — на 3,8 ГГц), что позволяло им опережать двухъядерные процессоры в задачах, не оптимизированных под многопоточность[52].
- AMD Athlon (Thunderbird). Конкурировали с процессорами Pentium 4 на ядре Willamette. В задачах, использующих дополнительные наборы инструкций SSE и SSE2, требующих высокой пропускной способности памяти, а также в приложениях, оптимизированных под архитектуру NetBurst (приложения, работающие с потоковыми данными), процессоры Athlon уступали процессорам Pentium 4, однако в офисных и бизнес-приложениях, задачах трёхмерного моделирования, а также в математических расчётах, процессоры Athlon показывали более высокую производительность[53].
- AMD Athlon XP. Конкурировали в основном с процессорами Pentium 4 на ядре Northwood. В названиях моделей этих процессоров фигурировала не тактовая частота, а рейтинг, показывающий производительность процессоров Athlon XP относительно Pentium 4. «Равнорейтинговые» Athlon XP уступали процессорам Pentium 4 в приложениях, оптимизированных под архитектуру NetBurst, требовавших наличие поддержки инструкций SSE2 или высокой пропускной способности памяти, однако значительно опережали их в вычислениях с плавающей запятой и неоптимизированных приложениях. Старшие Pentium 4 опережали конкурента в большинстве приложений[54].
- AMD Athlon 64. Конкурировали в основном с процессорами Pentium 4 на ядре Prescott. Опережали их в ряде задач (например, офисные приложения, научные расчёты или игры) за счёт меньших задержек при работе с памятью (за счёт встроенного контроллера памяти) и более эффективного математического сопроцессора, уступали процессорам Pentium 4 в задачах, оптимизированных под архитектуру NetBurst или имеющих поддержку многопоточности (например, кодирование видео)[55].
- AMD Athlon 64 FX. Конкурировали с процессорами Pentium 4 Extreme Edition. Как и в случае с Athlon 64 и Pentium 4, Athlon 64 FX опережали конкурентов за счёт архитектурных особенностей, интегрированного контроллера памяти или более эффективного математического сопроцессора, уступая им в задачах, оптимизированных под архитектуру NetBurst или имеющих поддержку многопоточности[56].
- AMD Duron (Morgan и Applebred). Были нацелены на рынок недорогих процессоров и конкурировали с процессорами Celeron, в целом уступая процессорам Pentium 4, однако в некоторых приложениях, которые не были оптимизированы под архитектуру NetBurst и не использовали набор инструкций SSE2, могли опережать Pentium 4, имеющие значительно более высокие тактовые частоты[57].
- VIA C3 (Nehemiah) и VIA Eden. Предназначались для компьютеров с низким энергопотреблением и ноутбуков (C3 и Eden-N) и для интегрирования в системные платы (Eden), имели низкую производительность и уступали конкурирующим процессорам.
- VIA C7. Также, как и процессоры VIA C3, предназначались для компьютеров с низким энергопотреблением и ноутбуков. Серьёзно уступали конкурентам и могли опережать их только в задачах шифрования (за счёт его аппаратной поддержки)[58][59].
- Transmeta Efficeon. Предназначались для ноутбуков, имели низкое энергопотребление и тепловыделение. Уступали в большинстве задач мобильным процессорам AMD и Intel, опережая мобильные процессоры VIA[60].

Работавшие на высокой частоте процессоры Pentium 4 отличались большим энергопотреблением и, как следствие, тепловыделением. Максимальная тактовая частота серийных процессоров Pentium 4 составила 3,8 ГГц, при этом типичное тепловыделение превысило 100 Вт, а максимальное — 150 Вт. Однако при этом процессоры Pentium 4 были лучше защищены от перегрева, чем конкурирующие процессоры. Работа Thermal Monitor — технологии термозащиты процессоров Pentium 4 (а также последующих процессоров Intel) — основана на механизме модуляции тактового сигнала (англ. clock modulation), позволяющем регулировать эффективную частоту работы ядра с помощью введения холостых циклов — периодического отключения подачи тактового сигнала на функциональные блоки процессора («пропуск тактов», «троттлинг»). При достижении порогового значения температуры кристалла, зависящего от модели процессора, автоматически включается механизм модуляции тактового сигнала, эффективная частота снижается (при этом определить её снижение можно либо по замедлению работы системы, либо с помощью специального программного обеспечения, так как фактическая частота остаётся неизменной), а рост температуры замедляется. В том случае, если температура всё же достигает максимально допустимой, происходит отключение системы. Кроме того, поздние процессоры Pentium 4 (начиная с ядра Prescott ревизии E0), предназначенные для установки в разъём Socket 775, обладали поддержкой технологии Thermal Monitor 2, позволяющей снижать температуру путём снижения фактической тактовой частоты (с помощью понижения множителя) и напряжения ядра.
Наглядным примером эффективности термозащиты процессоров Pentium 4 стал эксперимент, проведённый в 2001 году Томасом Пабстом. Целью этого эксперимента являлось сравнение эффективности термозащиты процессоров Athlon 1,4 ГГц, Athlon MP 1,2 ГГц, Pentium III 1 ГГц и Pentium 4 2 ГГц на ядре Willamette. После снятия кулеров с работающих процессоров, процессоры Athlon MP и Athlon получили необратимые термические повреждения, а система на Pentium III зависла, в то время как система с процессором Pentium 4 лишь замедлила скорость работы. Несмотря на то, что ситуация с полным отказом системы охлаждения (например, в случае разрушения крепления радиатора), смоделированная в экспериментах, маловероятна, а в случае возникновения приводит к более серьёзным последствиям (например, к разрушению плат расширения или системной платы в результате падения на них радиатора) вне зависимости от модели процессора, результаты эксперимента Томаса Пабста отрицательно повлияли на популярность конкурирующих процессоров AMD, а мнение о их ненадёжности было широко распространено даже после выхода процессоров Athlon 64, имеющих более эффективную по сравнению с предшественником систему защиты от перегрева. К тому же температуры процессоров Intel в данном эксперименте, равные 29 и 37 по Цельсию, вызывают сомнение — ведь это рабочие температуры процессоров Intel при нулевой загрузке ЦПУ, и при наличии штатной системы охлаждения. В эксперименте Томаса Пабста были показаны в гипертрофированном виде имеющие место достоинства процессоров Intel и недостатки процессоров AMD, касающиеся тепловой защиты. Возможно, это была рекламная акция в пользу новых процессоров Intel, особенно учитывая отношение потребителей к первым процессорам Pentium 4 из-за их высокой цены и низкой производительности.
Из-за особенностей архитектуры NetBurst, позволявших процессорам работать на высокой частоте, процессоры Pentium 4 пользовались популярностью среди оверклокеров. Так, например, процессоры на ядре Cedar Mill были способны работать на частотах, превышавших 7 ГГц, с использованием экстремального охлаждения (обычно использовался стакан с жидким азотом), а младшие процессоры на ядре Northwood со штатной частотой системной шины 100 МГц надёжно работали при частоте системной шины 133 МГц и выше.

## Технические характеристики
| [ 19 ] [ 70 ] [ 71 ]                                     | Willamette | Northwood | Northwood | Gallatin | Prescott | Prescott | Prescott 2M | Cedar Mill |    |
| -------------------------------------------------------- | --- | --- | --- | --- | --- | --- | --- | --- | -- |
| [ 19 ] [ 70 ] [ 71 ]                                     | Настольный | Настольный | Мобильный | Настольный | Настольный | Мобильный | Настольный | Настольный |    |
| Тактовая частота                                         | | | | | | | | |    |
| Частота ядра, ГГц                                        | 1,3—2 | 1,6—3,4 | 1,4—3,2 | 3,2—3,466 | 2,4—3,8 | 2,8—3,333 | 2,8—3,8 | 3—3,6 |    |
| Частота FSB, МГц                                         | 400 | 400, 533, 800 | 400, 533 | 800, 1066 | 533, 800, 1066 (EE) | 533, 800, 1066 (EE) | 533, 800, 1066 (EE) | 800 |    |
|                                                          | | | | | | | | |    |
| Характеристики ядра                                      | | | | | | | | |    |
| Набор инструкций                                         | IA-32, MMX, SSE, SSE2 | IA-32, MMX, SSE, SSE2 | IA-32, MMX, SSE, SSE2 | IA-32, MMX, SSE, SSE2 | IA-32, EM64T (некоторые модели), MMX, SSE, SSE2, SSE3                                                                          | IA-32, EM64T (некоторые модели), MMX, SSE, SSE2, SSE3                                                                          | IA-32, EM64T (некоторые модели), MMX, SSE, SSE2, SSE3                                                                          | IA-32, EM64T (некоторые модели), MMX, SSE, SSE2, SSE3                                                                          |    |
| Разрядность регистров                                    | 32/64 бит (целочисленные), 80 бит (вещественночисленные), 64 бит (MMX), 128 бит (SSE)                                          | 32/64 бит (целочисленные), 80 бит (вещественночисленные), 64 бит (MMX), 128 бит (SSE)                                          | 32/64 бит (целочисленные), 80 бит (вещественночисленные), 64 бит (MMX), 128 бит (SSE)                                          | 32/64 бит (целочисленные), 80 бит (вещественночисленные), 64 бит (MMX), 128 бит (SSE)                                          | 32/64 бит (целочисленные), 80 бит (вещественночисленные), 64 бит (MMX), 128 бит (SSE)                                          | 32/64 бит (целочисленные), 80 бит (вещественночисленные), 64 бит (MMX), 128 бит (SSE)                                          | 32/64 бит (целочисленные), 80 бит (вещественночисленные), 64 бит (MMX), 128 бит (SSE)                                          | 32/64 бит (целочисленные), 80 бит (вещественночисленные), 64 бит (MMX), 128 бит (SSE)                                          |    |
| Глубина конвейера                                        | 20 стадий (без учёта декодера инструкций)                                                                                      | 20 стадий (без учёта декодера инструкций)                                                                                      | 20 стадий (без учёта декодера инструкций)                                                                                      | 20 стадий (без учёта декодера инструкций)                                                                                      | 31 стадия (без учёта декодера инструкций)                                                                                      | 31 стадия (без учёта декодера инструкций)                                                                                      | 31 стадия (без учёта декодера инструкций)                                                                                      | 31 стадия (без учёта декодера инструкций)                                                                                      |    |
| Разрядность ША                                           | 36 бит | 36 бит | 36 бит | 36 бит | 40 бит | 40 бит | 40 бит | 40 бит |    |
| Разрядность ШД                                           | 64 бит | 64 бит | 64 бит | 64 бит | 64 бит | 64 бит | 64 бит | 64 бит |    |
| Аппаратная предвыборка данных                            | есть | есть | есть | есть | есть | есть | есть | есть |    |
| Количество транзисторов, млн                             | 42 | 55 | 55 | 178 | 125 | 125 | 188 | 188 |    |
|                                                          | | | | | | | | |    |
| Кэш L1                                                   | | | | | | | | |    |
| Кэш данных                                               | 8 Кбайт, 4-канальный наборно-ассоциативный, длина строки — 64 байта, двухпортовый со сквозной записью                          | 8 Кбайт, 4-канальный наборно-ассоциативный, длина строки — 64 байта, двухпортовый со сквозной записью                          | 8 Кбайт, 4-канальный наборно-ассоциативный, длина строки — 64 байта, двухпортовый со сквозной записью                          | 8 Кбайт, 4-канальный наборно-ассоциативный, длина строки — 64 байта, двухпортовый со сквозной записью                          | 16 Кбайт, 8-канальный наборно-ассоциативный, длина строки — 64 байта, двухпортовый со сквозной записью                         | 16 Кбайт, 8-канальный наборно-ассоциативный, длина строки — 64 байта, двухпортовый со сквозной записью                         | 16 Кбайт, 8-канальный наборно-ассоциативный, длина строки — 64 байта, двухпортовый со сквозной записью                         | 16 Кбайт, 8-канальный наборно-ассоциативный, длина строки — 64 байта, двухпортовый со сквозной записью                         |    |
| Кэш инструкций                                           | Кэш последовательностей микроопераций, 12 000 микроопераций, 8-канальный наборно-ассоциативный, длина строки — 6 микроопераций | Кэш последовательностей микроопераций, 12 000 микроопераций, 8-канальный наборно-ассоциативный, длина строки — 6 микроопераций | Кэш последовательностей микроопераций, 12 000 микроопераций, 8-канальный наборно-ассоциативный, длина строки — 6 микроопераций | Кэш последовательностей микроопераций, 12 000 микроопераций, 8-канальный наборно-ассоциативный, длина строки — 6 микроопераций | Кэш последовательностей микроопераций, 12 000 микроопераций, 8-канальный наборно-ассоциативный, длина строки — 6 микроопераций | Кэш последовательностей микроопераций, 12 000 микроопераций, 8-канальный наборно-ассоциативный, длина строки — 6 микроопераций | Кэш последовательностей микроопераций, 12 000 микроопераций, 8-канальный наборно-ассоциативный, длина строки — 6 микроопераций | Кэш последовательностей микроопераций, 12 000 микроопераций, 8-канальный наборно-ассоциативный, длина строки — 6 микроопераций |    |
|                                                          | | | | | | | | |    |
| Кэш L2                                                   | | | | | | | | |    |
| Объём, Мбайт                                             | ¼ | ½ | ½ | ½ | 1 | 1 | 2 | 2 |    |
| Частота                                                  | частота ядра | частота ядра | частота ядра | частота ядра | частота ядра | частота ядра | частота ядра | частота ядра |    |
| Разрядность BSB                                          | 256 бит + 32 бит ECC | 256 бит + 32 бит ECC | 256 бит + 32 бит ECC | 256 бит + 32 бит ECC | 256 бит + 32 бит ECC | 256 бит + 32 бит ECC | 256 бит + 32 бит ECC | 256 бит + 32 бит ECC |    |
| Организация                                              | Объединённый, наборно-ассоциативный, неблокируемый, с контролем и исправлением ошибок (ECC); длина строки — 64 байта           | Объединённый, наборно-ассоциативный, неблокируемый, с контролем и исправлением ошибок (ECC); длина строки — 64 байта           | Объединённый, наборно-ассоциативный, неблокируемый, с контролем и исправлением ошибок (ECC); длина строки — 64 байта           | Объединённый, наборно-ассоциативный, неблокируемый, с контролем и исправлением ошибок (ECC); длина строки — 64 байта           | Объединённый, наборно-ассоциативный, неблокируемый, с контролем и исправлением ошибок (ECC); длина строки — 64 байта           | Объединённый, наборно-ассоциативный, неблокируемый, с контролем и исправлением ошибок (ECC); длина строки — 64 байта           | Объединённый, наборно-ассоциативный, неблокируемый, с контролем и исправлением ошибок (ECC); длина строки — 64 байта           | Объединённый, наборно-ассоциативный, неблокируемый, с контролем и исправлением ошибок (ECC); длина строки — 64 байта           |    |
| Ассоциативность                                          | 8-канальный | 8-канальный | 8-канальный | 8-канальный | 8-канальный | 8-канальный | 8-канальный | 8-канальный |    |
|                                                          | | | | | | | | |    |
| Кэш L3                                                   | | | | | | | | |    |
| Объём, Мбайт                                             | нет | нет | нет | 2 | нет | нет | нет | нет |    |
| Ассоциативность                                          | нет | нет | нет | 8-канальный | нет | нет | нет | нет |    |
| Длина строки                                             | нет | нет | нет | 64 байта | нет | нет | нет | нет |    |
|                                                          | | | | | | | | |    |
| Интерфейс                                                | | | | | | | | |    |
| Разъём                                                   | Socket 423, Socket 478 | Socket 478 | Socket 478 | Socket 478, Socket 775 | Socket 478, Socket 775 | Socket 478 | Socket 775 | Socket 775 |    |
| Корпус                                                   | FCPGA2, FC-mPGA2 | FC-mPGA2 | FC-mPGA, FC-mPGA2 | FC-mPGA2, FC-LGA4 | FC-mPGA2, FC-LGA4 | FC-mPGA2, FC-mPGA4 | FC-LGA4 | FC-LGA4 |    |
| Шина                                                     | AGTL+ (сигнальный уровень равен напряжению ядра)                                                                               | AGTL+ (сигнальный уровень равен напряжению ядра)                                                                               | AGTL+ (сигнальный уровень равен напряжению ядра)                                                                               | AGTL+ (сигнальный уровень равен напряжению ядра)                                                                               | AGTL+ (сигнальный уровень равен напряжению ядра)                                                                               | AGTL+ (сигнальный уровень равен напряжению ядра)                                                                               | AGTL+ (сигнальный уровень равен напряжению ядра)                                                                               | AGTL+ (сигнальный уровень равен напряжению ядра)                                                                               |    |
|                                                          | | | | | | | | |    |
| Технологические, электрические и тепловые характеристики | | | | | | | | |    |
| Технология производства                                  | 180 нм КМОП (пятислойный, алюминиевые соединения)                                                                              | 130 нм КМОП (шестислойный, медные соединения, Low-k диэлектрик)                                                                | 130 нм КМОП (шестислойный, медные соединения, Low-k диэлектрик)                                                                | 130 нм КМОП (шестислойный, медные соединения, Low-k диэлектрик)                                                                | 90 нм КМОП (семислойный, медные соединения, Low-k, растянутый кремний)                                                         | 90 нм КМОП (семислойный, медные соединения, Low-k, растянутый кремний)                                                         | 90 нм КМОП (семислойный, медные соединения, Low-k, растянутый кремний)                                                         | 65 нм КМОП (восьмислойный, медные соединения, Low-k, растянутый кремний)                                                       |    |
| Площадь кристалла, мм²                                   | 217 | 146 (рев. B0) 131 (рев. C1, D1, M0)                                                                                            | 146 (рев. B0) 131 (рев. C1, D1, M0)                                                                                            | 237 | 112 | 112 | 135 | 81 | 81 |
| Напряжение ядра, В                                       | 1,7—1,75 | 1,475—1,55 | 1,3—1,55 | 1,4—1,55 | 1,4—1,425 | 1,325 | 1,4—1,425 | 1,2—1,3375 |    |
| Напряжение цепей I/O                                     | напряжение ядра | напряжение ядра | напряжение ядра | напряжение ядра | напряжение ядра | напряжение ядра | напряжение ядра | напряжение ядра |    |
| Напряжение кэша L2                                       | напряжение ядра | напряжение ядра | напряжение ядра | напряжение ядра | напряжение ядра | напряжение ядра | напряжение ядра | напряжение ядра |    |
| Максимальное тепловыделение, Вт                          | 100 | 134 | 48,78 | 125,59 | 151,13 | 112 | 148,16 | 116,75 |    |
|                                                          | | | | | | | | |    |

## Ревизии ядер процессоров
Willamette 
| Ревизия | CPU Id | Модели |
| ------- | ------ | --- |
| B2      | 0xF07h | SL4QD, SL4SC, SL4SF, SL4SG, SL4SH, SL4TY |
| C1      | 0xF0Ah | SL4WS, SL4WT, SL4WU, SL4WV, SL4X2, SL4X3, SL4X4, SL4X5, SL57V, SL57W, SL59U, SL59V, SL59X, SL5FW, SL5GC, SL5N7, SL5N8, SL5N9, SL5US, SL5UT, SL5UV, SL5UW                                           |
| D0      | 0xF12h | SL5SX, SL5SY, SL5SZ, SL5TG, SL5TJ, SL5TK, SL5TL, SL5TN, SL5TP, SL5TQ, SL5UE, SL5UF, SL5UG, SL5UH, SL5UJ, SL5UK, SL5UL, SL5UM, SL5VH, SL5VJ, SL5VK, SL5VL, SL5VM, SL5VN, SL5WG, SL5WH, SL62Y, SL62Z |
| E0      | 0xF13h | SL679, SL67A, SL67B, SL67C, SL6BA, SL6BC, SL6BD, SL6BE, SL6BF |

 Northwood 
| Ревизия | CPU Id | Модели |
| ------- | ------ | --- |
| B0      | 0xF24h | SL5YR, SL5YS, SL5ZT, SL5ZU, SL62P, SL62Q, SL62R, SL62S, SL63X, SL65R, SL668, SL66Q, SL66R, SL66S, SL66T, SL67R, SL67Y, SL67Z, SL682, SL683, SL684, SL685, SL68Q, SL68R, SL68S, SL68T, SL6D6, SL6D7, SL6D8, SL6ET, SL6EU, SL6EV (настольные), SL6CL, SL6DF, SL6CK, SL6DE, SL69D, SL65Q, SL6CJ, SL5ZZ, SL6CH, SL5Z7, SL5YU, SL5ZY, SL6CG, SL5YT, SL5ZX, SL6CF, SL5ZH, SL5ZW (мобильные)                                           |
| C1      | 0xF27h | SL6DU, SL6DV, SL6DW, SL6DX, SL6E6, SL6E7, SL6E8, SL6E9, SL6EB, SL6EE, SL6EF, SL6EG, SL6EH, SL6GQ, SL6GR, SL6GS, SL6GT, SL6GU, SL6HB, SL6HL, SL6JJ, SL6K6, SL6K7, SL6LA, SL6RY, SL6RZ, SL6S2, SL6S3, SL6S4, SL6S5, SL6S6, SL6S7, SL6S8, SL6S9, SL6SA, SL6SB, SL6SH, SL6SJ, SL6SK, SL6SL, SL6SM, SL6SN, SL6SP, SL6SR (настольные), SL6P2, SL6K5, SL6LS, SL6J5, SL6LR, SL6FK, SL6FJ, SL6FH, SL6FG, SL6FF (мобильные)               |
| D1      | 0xF29h | SL6PB, SL6PC, SL6PD, SL6PE, SL6PF, SL6PG, SL6PK, SL6PL, SL6PM, SL6PN, SL6PP, SL6PQ, SL6Q7, SL6Q8, SL6Q9, SL6QA, SL6QB, SL6QC, SL6QL, SL6QM, SL6QN, SL6QP, SL6QQ, SL6QR, SL6WE, SL6WF, SL6WG, SL6WH, SL6WJ, SL6WK, SL6WR, SL6WS, SL6WT, SL6WU, SL6WZ, SL78Y, SL78Z, SL792, SL793, SL7EY (настольные), SL77R, SL726, SL77P, SL725, SL77N, SL724, SL77M, SL6WZ, SL6WY, SL6VC, SL723, SL6VB, SL6V9, SL6V8, SL6V7, SL6V6 (мобильные) |
| M0      | 0xF25h | SL6Z3, SL6Z5, SL79B, SL7BK, SL7V9 |

 Gallatin 
| Ревизия | CPU Id | Модели                                   |
| ------- | ------ | ---------------------------------------- |
| M0      | 0xF25h | SL7AA, SL7CH, SL7GD, SL7NF, SL7RR, SL7RT |

 Prescott 
| Ревизия | CPU Id | Модели |
| ------- | ------ | --- |
| C0      | 0xF33h | SL79K, SL79L, SL79M, SL7AJ, SL7B8, SL7B9, SL7D7, SL7D8, SL7E8, SL7E9, SL7FY |
| D0      | 0xF34h | SL7E2, SL7E3, SL7E4, SL7E5, SL7E6, SL7J4, SL7J5, SL7J6, SL7J7, SL7J8, SL7J9, SL7K9, SL7KC, SL7KH, SL7KJ, SL7KK, SL7KL, SL7KM, SL7KN, SL7L8, SL7VY, SL7YU, SL7KA, SL7KB, SL7L9, SL7LA, SL7YP (настольные), SL7DU, SL7DT, SL7DS (мобильные) |
| E0      | 0xF41h | SL7KD, SL7NZ, SL7P2, SL7PK, SL7PL, SL7PM, SL7PN, SL7PP, SL7PR, SL7PT, SL7PU, SL7PW, SL7PX, SL7PY, SL7PZ, SL7Q2, SL82U, SL82V, SL82X, SL82Z, SL833, SL84X, SL84Y, SL85U, SL85V, SL87L, SL88F, SL88G, SL88H, SL88J, SL88K, SL88L, SL8B3, SL8HX, SL8HZ, SL8J2, SL8J5, SL8J6, SL8J7, SL8J8, SL8J9, SL8JA, SL8U4, SL8U5 (настольные), SL7X5 (мобильный) |
| G1      | 0xF49h | SL8JX, SL8JZ, SL8K2, SL8K4, SL8PL, SL8PM, SL8PN, SL8PP, SL8PQ, SL8PR, SL8PS, SL8ZY, SL8ZZ, SL9C5, SL9C6, SL9CA, SL9CB, SL9CD, SL9CG, SL9CJ, SL9CK |

 Prescott 2M 
| Ревизия | CPU Id | Модели                                                 |
| ------- | ------ | ------------------------------------------------------ |
| N0      | 0xF43h | SL7Z3, SL7Z4, SL7Z5, SL7Z7, SL7Z8, SL7Z9, SL8AB        |
| R0      | 0xF4Ah | SL8PY, SL8PZ, SL8Q5, SL8Q6, SL8Q7, SL8Q9, SL8QB, SL8UP |

 Cedar Mill 
| Ревизия | CPU Id | Модели                                                 |
| ------- | ------ | ------------------------------------------------------ |
| B1      | 0xF62h | SL8WF, SL8WG, SL8WH, SL8WJ, SL94V, SL94W, SL94X, SL94Y |
| C1      | 0xF64h | SL96H, SL96J, SL96K, SL96L                             |
| D0      | 0xF65h | SL9KE, SL9KG                                           |

## Исправленные ошибки
Процессор представляет собой сложное микроэлектронное устройство, что не позволяет исключить возможность его некорректной работы. Ошибки появляются на этапе проектирования и могут быть исправлены обновлениями микрокода процессора (заменой BIOS системной платы на более новую версию) либо выпуском новой ревизии ядра процессора. Некоторые незначительные ошибки могут либо не возникать в условиях реальной работы, либо не влиять на её стабильность, либо обходиться аппаратно (чипсетом) или программно (например, с помощью BIOS).
| Ядро        | Ревизия     | Обнаружено ошибок | Исправлено ошибок | Количество ошибок |
| ----------- | ----------- | ----------------- | ----------------- | ----------------- |
| Willamette  | B2          | 81                | —                 | 81                |
| Willamette  | C1          | 1                 | 21                | 61                |
| Willamette  | D0          | 2                 | 4                 | 59                |
| Willamette  | E0          | 1                 | 0                 | 60                |
| Northwood   | B0          | 13                | 14                | 50                |
| Northwood   | C1          | 8                 | 7                 | 51                |
| Northwood   | D1          | 3                 | 4                 | 50                |
| Northwood   | M0          | 3                 | 0                 | 53                |
| Gallatin    | M0          | 3                 | 0                 | 53                |
|             |             |                   |                   |                   |
| Prescott    | C0          | 71                | —                 | 71                |
| Prescott    | D0 (PGA478) | 4                 | 14                | 61                |
| Prescott    | D0 (LGA775) | 21                | 0                 | 82                |
| Prescott    | E0 (PGA478) | 0                 | 29                | 53                |
| Prescott    | E0 (LGA775) | 23                | 0                 | 76                |
| Prescott    | G1 (PGA478) | 0                 | 26                | 50                |
| Prescott    | G1 (LGA775) | 16                | 0                 | 66                |
| Prescott 2M | N0          | 0                 | 1                 | 65                |
| Prescott 2M | R0          | 17                | 11                | 71                |
|             |             |                   |                   |                   |
| Cedar Mill  | B1          | 28                | —                 | 28                |
| Cedar Mill  | C1          | 0                 | 1                 | 27                |
| Cedar Mill  | D0          | 0                 | 1                 | 26                |